# Somers (Montana)
Somers (ktunaxa: ʔa·kminq̓unuk, salish: čšn̓šá) és una concentració de població designada pel cens dels Estats Units a l'estat de Montana. Segons el cens del 2000 tenia 556 habitants.

## Demografia
Segons el cens del 2000, Somers tenia 556 habitants, 233 habitatges, i 158 famílies. La densitat de població era de 104,2 habitants per km².
Dels 233 habitatges en un 29,2% hi vivien nens de menys de 18 anys, en un 54,9% hi vivien parelles casades, en un 8,2% dones solteres, i en un 31,8% no eren unitats familiars. En el 23,6% dels habitatges hi vivien persones soles el 5,6% de les quals corresponia a persones de 65 anys o més que vivien soles. El nombre mitjà de persones vivint en cada habitatge era de 2,38 i el nombre mitjà de persones que vivien en cada família era de 2,85.
Per edats la població es repartia de la següent manera: un 23,6% tenia menys de 18 anys, un 8,8% entre 18 i 24, un 28,8% entre 25 i 44, un 24,3% de 45 a 60 i un 14,6% 65 anys o més.
L'edat mediana era de 39 anys. Per cada 100 dones de 18 o més anys hi havia 103,3 homes.
La renda mediana per habitatge era de 30.625 $ i la renda mediana per família de 34.286 $. Els homes tenien una renda mediana de 33.125 $ mentre que les dones 17.500 $. La renda per capita de la població era de 13.786 $. Aproximadament el 7,9% de les famílies i el 7,6% de la població estaven per davall del llindar de pobresa.

## Poblacions més properes
El següent diagrama mostra les poblacions més properes.